# 奥克托克斯
奥克托克斯（Okotoks），加拿大艾伯塔省西南部城镇，位于卡尔加里以南18公里，希普河畔。总人口24,511（2011年），是艾伯塔省人口最多的建制镇。